# Pristimantis melanogaster
Espèce
Synonymes
- Eleutherodactylus melanogaster (Duellman & Pramuk, 1999)

Statut de conservation UICN

 NT  : Quasi menacé
Pristimantis melanogaster est une espèce d'amphibiens de la famille des Craugastoridae.

## Répartition
Cette espèce est endémique de la province de Bagua dans la région d'Amazonas au Pérou. Elle se rencontre entre 3 300 et 3 470 m d'altitude dans la cordillère Centrale.

## Description
Les mâles mesurent de 20,6 à 22,8 mm et les femelles de 24,2 à 24,7 mm.

## Publication originale
- Duellman & Pramuk, 1999 : Frogs of the genus Eleutherodactylus (Anura: Leptodactylidae) in the Andes of northern Peru. Scientific Papers Natural History Museum the University of Kansas, no 13, p. 1-78 (texte intégral).